# Szent Konstantin és Heléna-fatemplom
Az asprai fatemplom műemlékké nyilvánított épület Romániában, Máramaros megyében. A romániai műemlékek jegyzékében az  MM-II-m-B-04497 sorszámon szerepel.